# لیسونه
لیسونه (به ایتالیایی: Lissone) یک کومونه در ایتالیا است که در استان مونتزا و بریانتزا واقع شده‌است.

## خصوصیات
لیسونه ۹ کیلومترمربع مساحت و ۴۲٬۴۷۴ نفر جمعیت دارد و ۱۹۱ متر بالاتر از سطح دریا واقع شده‌است.